# NGC 4799
NGC 4799 é uma galáxia espiral (Sc) localizada na direcção da constelação de Virgo. Possui uma declinação de +02° 53' 48" e uma ascensão recta de 12 horas, 55 minutos e 15,4 segundos.
A galáxia NGC 4799 foi descoberta em 30 de Abril de 1786 por William Herschel.